# Guglielmo V di Aquitania
Guglielmo d'Aquitania, detto anche Guglielmo III di Poitiers o Guglielmo il Grande (969 – Maillezais, 31 gennaio 1030) fu duca d'Aquitania e conte di Poitiers dal 993 fino alla sua morte.

## Origine
Secondo la Historiarum libri tres del monaco e cronista francese Ademaro di Chabannes era il figlio primogenito del duca d'Aquitania e conte di Poitiers, Guglielmo Braccio di Ferro e della moglie Emma, figlia di Tebaldo I di Blois, conte di Blois, di Tours, di Chartres e di Châteaudun, e di Liutgarda, la figlia femmina secondogenita del conte di Vermandois, di Meaux, di Soissons e di Madrie e di Vexin, signore di Peronne, Senlis e San Quintino e, da poco, anche conte di Troyes, Erberto II (880 – 943) (discendente del Re d'Italia, Bernardo, nipote di Carlo Magno) e di Adele (ca. 895- ca. 931), l'unica figlia del marchese di Neustria e futuro re di Francia, Roberto I, e di Adele del Maine, come è indicato nelle Europäische Stammtafeln, vol II, cap. 10 (non consultate).
Guglielmo Braccio di Ferro, sempre secondo Ademaro di Chabannes, era figlio del duca d'Aquitania, conte d'Alvernia e conte di Poitiers, Guglielmo Testa di Stoppa e della moglie, Gerloc (917-962, ribattezzata Adele) di Normandia, figlia del duca di Normandia, Rollone (870-927) e della seconda moglie, Poppa di Bayeux.

## Biografia
Guglielmo viene citato per la prima volta nel documento n° CXCII del Cartulaire de Saint-Jean d'Angély, Archives historiques de la Saintonge et de l'Aunis Tome XXX del 971, inerente ad una donazione fatta alla chiesa di Saint-Jean-d'Angély, da suo padre.
Suo padre, Guglielmo Braccio di Ferro oltre ad essere un guerriero valoroso (da cui il suo soprannome) che seppe imporre la sua autorità ai visconi ed ai signori del Poitiers, fu anche un adultero, che provocò l'allontanamento della moglie, Emma, a causa dei suoi numerosi adulteri e, secondo lo storico francese, Alfred Richard, a causa del suo comportamento perse la moglie (Ob facinus amissae uxoris); e, sempre il Richard sostiene che Guglielmo il Grande seguì la madre e fece ritorno dal padre nel maggio del 988.
Poco dopo che anche la madre, Emma si era riunita alla famiglia, nel gennaio del 989, Guglielmo, assieme ai genitori, secondo il cartolario di Saint-Hilaire de Poitiers, fondò un ospedale vicino all'abbazia di Sant'Ilario.
Nel dicembre del 992, secondo il documento n° LXI delle Chartes et documents pour servir à l'histoire de l'abbaye de Saint-Maixent, Archives historiques du Poitou Tome XVI, fece una donazione alla chiesa di Saint-Maixent-l'École, assieme ai suoi genitori.
Nel gennaio 993, Guglielmo Braccio di Ferro, lasciando i titoli al figlio Guglielmo il Grande si ritirò nel monastero Saint-Cyprien di Poitiers e dopo pochi mesi si trasferì nell'abbazia di Saint-Maixent.
Guglielmo Braccio di Ferro morì a Saint-Maixent, nel 996 e Guglielmo il Grande gli subentrò nei titoli di duca d'Aquitania e conte di Poitiers.
Nel 997, Guglielmo il Grande sposò Almodia o Adalmoda (Willelmus accepta in matrimonio Adalmode coniuge suprascripti Aldeberti), figlia di Gerardo, visconte di Limoges e di sua moglie, Rothilde de Brosse. Infatti Adalmoda era al suo secondo matrimonio: in prime nozze aveva sposato Adalberto I, Conte di Périgord e Conte de La Marche, come ci viene confermato nella Historiarum libri tres di Ademaro di Chabannes in cui viene citata come sorella di Guido, visconte di Limoges (sorore Widonis vicecomitis), a cui aveva dato un figlio, Bernardo, futuro conte de La Marche (Bernardo I), ed era rimasta vedova da poco, in quanto Adalberto I era morto nella battaglia di Charroux, in cui combatteva contro il conte di Poitiers, Guglielmo il Grande, secondo Alfred Richard, per conquistare la contea di Poitiers. Adalmoda era stata fatta prigioniera, e, sempre secondo Ademaro di Chabannes, Guglielmo la sposò dopo averla lasciata libera. Il fratello di Adalberto I, Bosone, subentrò nel comando delle operazioni al posto del fratello; Guglielmo allora si riconobbe vassallo del re di Francia Roberto II per farsi aiutare contro il conte Bosone II de la Marche; ma la loro spedizione risultò un fallimento: il re di Francia, Roberto II, detto il Pio, intervenuto a favore di Guglielmo il Grande, pose l'assedio al castello in cui si era asserragliato Bosone, ma dopo aver combattuto per diversi giorni, rientrò in Francia.

Nonostante la presenza di un erede (Bernardo), Bosone, il fratello di Adalberto, gli succedette, nei titoli e continuò il tentativo di conquista del Poitou; Alfred Richard ritiene che l'ambizione di Bosone di ottenere l'investitura nei titoli del fratello e l'interesse del giovane Guglielmo per Almodia, la cognata di Bosone, portò ad una pacificazione, entro il 997: Bosone fu riconosciuto Conte di Périgord e Conte de La Marche e Guglielmo ottenne di poter sposare Adalmoda o Almodia.
Guglielmo il Grande, secondo lo storico britannico, Steven Runciman, nel suo A History of the Croisades, vol. I, nell'anno 1000, convocò un concilio a Poitiers, dove fu stabilito che ogni controversia, nel futuro avrebbe dovuto essere risolta senza fare ricorso all'uso delle armi.
Dal 1004, alla morte della madre, che aveva ben governato per lui, che invece si era dedicato ad opere di pietà (col suo amico vescovo, Fulberto di Chartres fondò la scuola della cattedrale di Poitiers) ed alla cultura (collezionava libri e teneva una corte molto attiva e brillante), dovette assumersi l'onere di governare.
Nel 1006 subì una pesante sconfitta da parte dei Normanni.
In quello stesso anno, il suo vecchio nemico, Bosone II, secondo la Cronaca di Ademaro di Chabannes' fu avvelenato dalla moglie e fu tumulato a Périgueux. Guglielmo il Grande allora invase le contee (La Marche e Perigord) e occupò Périgueux, divenendo tutore dei figli (Elia e Bosone) e del nipote (Bernardo, figlio di Adalberto e Almodia) di Bosone.
Guglielmo assegnò la Contea de La Marche a Bernardo e la Contea di Périgord a Elia, il figlio maggiore di Bosone.
Infine dovette cedere al suo vassallo, il conte d'Angoulême, Guglielmo III Tagliaferro, i territori dei comuni di Confolens, Ruffec e Chabanais.
Sempre secondo la Historiarum libri tres di Ademaro di Chabannes, essendo, verso il 1009, rimasto vedovo, verso il 1011, sposò Brisca (o Sancha) ( † prima del 1018), sorella del duca di Guascogna, Sancho VI. Brisca (o Sancha) era figlia del duca di Guascogna, Guglielmo I e di Urraca Garcés di Navarra, figlia del re García I Sánchez di Navarra e della seconda moglie Teresa di León, figlia del re Ramiro II di León. Secondo il Chronico Sancti Maxentii il matrimonio avvenne tra il 1010 ed il 1113; comunque, secondo il documento nº 7 delle Chartes de l'abbaye de Jumièges, Tome I, del 1112, Brisca compare come moglie del duca Guglielmo il Grande. Ed ancora compare come testimone di una donazione fatta da Ugo IV di Lusignano al monastero di Saint Cyprien di Poitiers.
Nel 1019, come ci conferma il monaco e cronista medievale, Rodolfo il Glabro, sposò Agnese di Borgogna (995-1067), figlia del conte di Borgogna e duca di Borgogna Ottone I Guglielmo di Borgogna (962–1026) e della contessa di Mâcon, Ermentrude di Roucy (ca. 950– ca. 1003), figlia di Ragenoldo Conte de Roucy e, secondo il continuatore del cronista Flodoardo, di Alberada di Lotaringia, che a sua volta era figlia di Gerberga di Sassonia. Ottone I Guglielmo di Borgogna era il figlio adottivo del duca di Borgogna e conte di Auxerre, il robertingio, Enrico I, ma discendeva dalla stirpe degli Anscarici, essendo, secondo Rodolfo il Glabro, figlio di Adalberto II, sesto marchese d'Ivrea e re d'Italia (associato al trono, nel 950 dal proprio padre, Berengario II) e della figlia del conte di Châlon e d'Autun, Lamberto, Gerberga di Châlon (?-986), che in seconde nozze aveva sposato Enrico I di Borgogna
In quello stesso anno, secondo il documento nº 2742 del Recueil des Chartes de l'abbaye de Cluny Tome III, Agnese fece una donazione all'abbazia stessa, in cui si definisce figlia di Guglielmo, conte di Macon e moglie di Guglielmo duca d'Aquitania.
Nel 1020 riuscì a far applicare "la pace di Dio" (iniziativa partita per il volere della Chiesa ed esposta a Guglielmo dal vescovo di Chartres, Fulberto di Chartres, che avrebbe voluto estenderla a tutto il regno di Francia), che prevedeva di risolvere i problemi tra vassalli con consigli e aiuto reciproco, in Aquitania.
Venne sconfitto dal conte d'Angiò Folco III d'Angiò (972-1040), a cui dovette cedere, dopo il 1020, un vasto territorio che includeva le città di Loudun e Mirebeau e nel 1126, Nerra occupò anche Saumur.
Dopo la morte dell'imperatore Enrico II, tra il 1024 ed il 1025, e, dopo che la corona d'Italia è stata rifiutata da Ugo, figlio del re di Francia, Roberto II, nobili italiani, inviati dal marchese di Torino e di Susa, Olderico Manfredi II, la vennero a proporre a Guglielmo, che si recò in Italia per discutere la proposta, che però rifiutò, anche a nome del figlio, per la difficile situazione italiana e perché avrebbe dovuto contendere la corona d'Italia all'imperatore, Corrado II il Salico.
Gli ultimi anni di regno li passò in pace (riuscendo ad avere un buon rapporto sia con Folco Nerra, che con Bosone de La Marche) per cui viaggiò, fece pellegrinaggi e sviluppò una rete di relazioni, con scambio di ambascerie, con l'imperatore Enrico II, col re Alfonso V di León, col re d'Inghilterra Canuto e col re di Francia Roberto II.
Secondo lo storico Szabolcs de Vajay, nel 1129, Guglielmo abdicò in favore di figlio, Guglielmo il Grosso, e, secondo il Chronico Sancti Maxentii si ritirò nell'abbazia di Maillezais, divenendo monaco. Morì a Maillezais il 31 gennaio 1030, lasciando i titoli al figlio di primo letto, Guglielmo il Grosso. Secondo la Ex Chronico S. Maxentii, Guglielmo il Grande fu tumulato nell'abbazia di Maillezais (Cathédrale Saint-Pierre de Maillezais)
Il cronista Ademaro di Chabannes (989-1034, monaco e storico (fu anche compositore musicale e letterato di successo), che per primo, nel medioevo scrisse degli annali riguardanti l'Aquitania, compose un panegirico della vita di Guglielmo, da cui sono tratte quasi tutte le informazioni sulla sua vita e da cui risulta che, pur essendo un principe pacifico (ebbe ottimi rapporti con vari re, tra cui, Alfonso V di León, Sancho III Garcés di Navarra, Canuto I d'Inghilterra e soprattutto con l'imperatore, Enrico II), amante delle lettere e degli studi (Guglielmo mantenne una continua corrispondenza con etterati e uomini di Chiesa), seppe agire da vero capo di Stato, con intelligenza, per estendere e conservare la propria autorità.

## Discendenza
Guglielmo ebbe da Almodie due figli:
- Guglielmo il Grosso[20] (1004-1038), duca d'Aquitania e conte di Poitiers
- Alice o Adalaïs (ca. 1005- dopo il 1036), nel documento n° XCII, datata tra il 1031 ed il 1033 delle Chartes et documents pour servir à l'histoire de l'abbaye de Saint-Maixent, Archives historiques du Poitou, inerente ad una donazione, viene citata come sorella del duca d'Aquitania, Guglielmo (Guglielmo il Grosso)[38], controfirma il documento n° XCIII, datata tra il 1034 ed il 1037 delle Chartes et documents pour servir à l'histoire de l'abbaye de Saint-Maixent, Archives historiques du Poitou, inerente ad una donazione[39] (qualche storico sostiene che l'Alice di questo ultimo documento potrebbe essere la sorellastra, Agnese[40]), viscontessa di Lomagne e di Auvillars, che, secondo le Europäische Stammtafeln.[4], vol.III, pagg. 569 e 570 (non consultate) sposò, in prime nozze, il conte d'Armagnac, Gerardo I Trancaleone, ed in seconde il visconte Arnoldo II di Guascogna[22].

Da Brisca o Sancha ebbe due figli:
- Oddone o Eudes[20] (ca. 1011-1039), duca di Guascogna e conte di Bordeaux d'Agen e di Bazas, duca d'Aquitania e conte di Poitiers.
- Tibaldo, morto giovane, come ci viene confermato dal Chronicon Santi Maxentii Pictavinis, Chroniques des Eglises d´Anjou[41], che viene citato nel documento n° LXXXI, datato tra il 1011 ed il 1023 delle Chartes et documents pour servir à l'histoire de l'abbaye de Saint-Maixent, Archives historiques du Poitou, fatta dal suo fratellastro, il duca d'Aquitania, Guglielmo (Guglielmo il Grosso)[42].

Da Agnese ebbe quattro figli:
- Guglielmo l'Ardito, battezzato Pietro (come ci viene confermato dal Chronicon Santi Maxentii Pictavinis, Chroniques des Eglises d´Anjou[43]), (1023-1058), gemello di Guido[43], conte di Bordeaux, d'Agen, duca d'Aquitania e conte di Poitiers.
- Guido Goffredo o Guglielmo[43](1025-1086), gemello di Pietro[43], duca di Guascogna, conte di Bordeaux, d'Agen, duca d'Aquitania e conte di Poitiers.
- Agnese (1024-14 dicembre 1077), duchessa di Baviera, imperatrice e regina d'Italia, sposò il 01/11/1043 Enrico il Nero di Baviera duca di Baviera e futuro imperatore, come ci viene confermato dal Herimanni Augiensis Chronicon[44]. Agnese fu reggente dell'impero dal 1056 al 1062.
- Beatrice (-1109), che non viene elencata tra i figli dal Richard, viene citata dalle Europäische Stammtafeln.[4], vol.III, pag. 444 (non consultate)[22].

## Ascendenza
|                            |                             |                          | Genitori                  |  |  | Nonni |  |  | Bisnonni            |  |  | Trisnonni              |  |
|                            |                             |                          |                           |  |  |       |  |  | Ebalus di Aquitania |  |  | Ranulfo II di Poitiers |  |
|                            |                             |                          |                           |  |  |       |  |  | Ebalus di Aquitania |  |  | Ranulfo II di Poitiers |  |
|                            |                             | …                        |                           |  |  |       |  |  | Ebalus di Aquitania |  |  |                        |  |
| Guglielmo III di Aquitania |                             |                          |                           |  |  |       |  |  | Ebalus di Aquitania |  |  |                        |  |
|                            |                             | Aremburga                | …                         |  |  |       |  |  |                     |  |  |                        |  |
|                            |                             | Aremburga                | …                         |  |  |       |  |  |                     |  |  |                        |  |
|                            |                             | Aremburga                | …                         |  |  |       |  |  |                     |  |  |                        |  |
| Guglielmo IV di Aquitania  |                             | Aremburga                |                           |  |  |       |  |  |                     |  |  |                        |  |
|                            |                             | Rollone                  | Ragnvald Eysteinsson      |  |  |       |  |  |                     |  |  |                        |  |
|                            |                             | Rollone                  | Ragnvald Eysteinsson      |  |  |       |  |  |                     |  |  |                        |  |
|                            |                             | Rollone                  | Ragnhilde                 |  |  |       |  |  |                     |  |  |                        |  |
| Gerloc/Adele di Normandia  |                             | Rollone                  |                           |  |  |       |  |  |                     |  |  |                        |  |
|                            |                             | Poppa di Bayeux          | Berengario II di Neustria |  |  |       |  |  |                     |  |  |                        |  |
|                            |                             | Poppa di Bayeux          | Berengario II di Neustria |  |  |       |  |  |                     |  |  |                        |  |
|                            |                             | Poppa di Bayeux          | …                         |  |  |       |  |  |                     |  |  |                        |  |
| Guglielmo V d'Aquitania    |                             | Poppa di Bayeux          |                           |  |  |       |  |  |                     |  |  |                        |  |
|                            | Tebaldo il Vecchio di Blois | …                        |                           |  |  |       |  |  |                     |  |  |                        |  |
|                            | Tebaldo il Vecchio di Blois | …                        |                           |  |  |       |  |  |                     |  |  |                        |  |
|                            | Tebaldo il Vecchio di Blois | …                        |                           |  |  |       |  |  |                     |  |  |                        |  |
| Tebaldo I di Blois         | Tebaldo il Vecchio di Blois |                          |                           |  |  |       |  |  |                     |  |  |                        |  |
|                            |                             | …                        | …                         |  |  |       |  |  |                     |  |  |                        |  |
|                            |                             | …                        | …                         |  |  |       |  |  |                     |  |  |                        |  |
|                            |                             | …                        | …                         |  |  |       |  |  |                     |  |  |                        |  |
| Emma di Blois              |                             | …                        |                           |  |  |       |  |  |                     |  |  |                        |  |
|                            |                             | Erberto II di Vermandois | Erberto I di Vermandois   |  |  |       |  |  |                     |  |  |                        |  |
|                            |                             | Erberto II di Vermandois | Erberto I di Vermandois   |  |  |       |  |  |                     |  |  |                        |  |
|                            |                             | Erberto II di Vermandois | Liutgarda de Morvois      |  |  |       |  |  |                     |  |  |                        |  |
| Liutgarda di Vermandois    |                             | Erberto II di Vermandois |                           |  |  |       |  |  |                     |  |  |                        |  |
|                            |                             | Adele di Francia         | Roberto I di Francia      |  |  |       |  |  |                     |  |  |                        |  |
|                            |                             | Adele di Francia         | Roberto I di Francia      |  |  |       |  |  |                     |  |  |                        |  |
|                            |                             | Adele di Francia         | Adele del Maine           |  |  |       |  |  |                     |  |  |                        |  |
|                            |                             | Adele di Francia         |                           |  |  |       |  |  |                     |  |  |                        |  |

### Fonti primarie
- (LA)  Ademarus Engolismensis Historiarum.
- (LA)  Chronique / Ademar de Chabannes.
- (LA)  Chronicon Santi Maxentii Pictavinis, Chroniques des Eglises d´Anjou.
- (LA)  Chartes et documents pour servir à l'histoire de l'abbaye de Saint-Maixent, Archives historiques du Poitou.
- (LA)  Monumenta Germaniae Historica, Scriptores, tomus III.
- (LA)  Monumenta Germaniae Historica, Scriptores, tomus IV.
- (LA)  Monumenta Germaniae Historica, Scriptores, tomus V.
- (LA)  Rerum Gallicarum et Francicarum Scriptires, tomus X.
- (LA)  Cartoulaire de L'abbaye de San Cyprien de Poitiers.
- (LA)  Rodulfi Glabri Historiarum Libri Quinque.
- (LA)  Chartes et documents pour servir à l'histoire de l'abbaye de Saint-Maixent, Archives historiques du Poitou Tome XVI.
- (LA)  Cartulaire de Saint-Jean d'Angély, Archives historiques de la Saintonge et de l'Aunis Tome XXX.
- (LA)  Documents pour l´histoire de l´église de Saint-Hilaire de Poitiers, Mémoires de la société des antiquaires de l'ouest, année 1847.
- (LA)  Recueil des Chartes de l'abbaye de Cluny Tome III.
- (LA)  Monumenta Germaniae Historica, Scriptores, tomus XXIII.
- (LA)  Recueil des Chartes de l'abbaye de Cluny Tome II.
- (LA)  Rerum Gallicarum et Francicarum Scriptires, tomus XI.

### Letteratura storiografica
- Louis Halphen, La Francia nell'XI secolo, in «Storia del mondo medievale», vol. II, 1979, pp. 770–806
- Louis Halphen, La chiesa da Calomagno a Silvestro II, in «Storia del mondo medievale», vol. IV, 1979, pp. 5–20
- Austin Lane Poole, L'imperatore Corrado II, in «Storia del mondo medievale», vol. IV, 1979, pp. 170–192
- Caroline M. Ryley, L'imperatore Enrico III, in «Storia del mondo medievale», vol. IV, 1979, pp. 193–236
- (FR)  Alfred Richard, Les comtes de Poitou, tome I,.
- (FR, LA)  Alfred Richard, Chartes et documents pour servir à l'histoire de l'abbaye de Saint-Maixent, Archives historiques du Poitou Tome XVI (Poitiers) ("Saint-Maixent").
- (EN)  A History of the Croisades, vol. I.